# Jacuarillo
Jacuarillo är en ort i Mexiko.   Den ligger i kommunen Tuxpan och delstaten Michoacán de Ocampo, i den södra delen av landet, 130 km väster om huvudstaden Mexico City. Jacuarillo ligger 2 207 meter över havet och antalet invånare är 230.
Terrängen runt Jacuarillo är lite bergig. Runt Jacuarillo är det ganska tätbefolkat, med 160 invånare per kvadratkilometer. Närmaste större samhälle är Heróica Zitácuaro, 13,4 km söder om Jacuarillo. I omgivningarna runt Jacuarillo växer huvudsakligen savannskog.